# Blanka Paulů
Blanka Paulů (* 31. března 1954 Vrchlabí) je bývalá československá běžkyně na lyžích, silniční běžkyně a terénní běžkyně v závodech v běhu do vrchu.

## Sportovní kariéra
V běhu na lyžích reprezentovala Československo v 70. a 80. letech 20. století, startovala třikrát na olympiádě, pětkrát na mistrovství světa a dvakrát na mistrovství Evropy juniorek.
První zimní olympiády se zúčastnila v roce 1976 v Innsbrucku, kdy se umístila na pátém (štafeta 4×5 km), desátém (závod na 5 km) a sedmnáctém místě (závod na 10 km). V Lake Placid 1980 byla se štafetou čtvrtá, v individuálních závodech skončila na 29. (závod na 10 km) a 30. místě (závod na 5 km). Jejím největším sportovním úspěchem byla stříbrná olympijská medaile ze štafety na 4×5 km na Zimních olympijských hrách 1984 v Sarajevu, kde běžela druhý úsek. V individuálním závodě na 20 kilometrů skončila na 4. místě, na pěti- i desetikilometrové trati se umístila shodně na 13. příčce.
Získala také dvě medaile na Mistrovství světa v běhu na lyžích v roce 1974 ve švédském Falunu, kde skončila druhá v individuálním závodě na 5 kilometrů a třetí jakožto členka štafety na 4×5 kilometrů. Je vítězkou dvou závodů světového poháru. Vybojovala 16 titulů mistryně republiky. Svoji lyžařskou kariéru ukončila v roce 1985.
V roce 1983 zvítězila jakožto atletická běžkyně v silničním závodu Běchovice-Praha. Koncem 80. let se začala věnovat běžeckým závodům do vrchu. Od roku 1999 se pravidelně účastní Mistrovství světa veteránů v běhu do vrchu. Absolvovala[kdy?] 15 ročníků a získala 10 titulů mistryně světa, nejhorší bylo 3. místo.

## Mimosportovní život
Byla místostarostkou města Vrchlabí, od roku 2011 působí jako městská zastupitelka. Předtím pracovala jako učitelka a trenérka.